# Ribair Rodríguez
Ribair Rodríguez Pérez (Montevideo, 4 ottobre 1987) è un ex calciatore uruguaiano, di ruolo centrocampista.
Possiede il passaporto spagnolo.

## Carriera
Dopo aver giocato in Argentina con la maglia del Belgrano, il 31 agosto 2012 passa alla società italiana del Siena, dove veste la maglia numero 21.